# Полохов, Кирилл Владимирович
Кирилл Владимирович Полохов (23 марта 1998, Караганда, Казахстан) — казахский хоккеист, защитник. Выступает в составе хоккейного клуба «Тамбов».

## Биография
Кирилл Полохов родился 23 марта 1998 года в казахстанском городе Караганда.
На юношеском уровне выступал в Казахстане за «Юность» из Караганды и в России за «Тюменский легион». Во взрослом хоккее дебютировал в 16-летнем возрасте, выступая в сезоне-2014/2015 в чемпионате Казахстана за «Арыстан» из Темиртау.
В 2015 года заключил контракт с «Барысом» из Астаны и выступал за команды, входящие в его систему. В 2015—2019 годах играл в Молодёжной хоккейной лиге за «Снежных барсов» из Астаны. Самым успешным стал сезон-2016/2017, когда Полохов в 50 матчах набрал 13 (4+9) очков. По его итогам защитник был выбран для участия в Матче звёзд МХЛ.
Летом 2017 года начал выступать за «Барыс». 18 августа забросил первую шайбу в его составе, поразив ворота хабаровского «Амура» на предсезонном турнире памяти Виктора Блинова. 24 августа дебютировал в КХЛ, сыграв за «Барыс» против московского «Спартака». 25 сентября забросил первую шайбу в КХЛ, отличившись в поединке с петербургским СКА.
В сезоне-2017/2018 провёл 52 матча за «Барыс», набрал 2 (1+1) очка. В сезоне-2018/2019 сыграл 56 матчей, набрал 1 (0+1) очко. Помимо «Снежных барсов», в этом сезоне также играл в чемпионате Казахстана за «Номад» из Астаны. В сезоне-2019/20 в основном играл за «Номад» в ВХЛ, в составе «Барыса» провёл только 8 матчей, сделав 1 голевой пас.
В 2015—2016 годах выступал за сборную Казахстана среди игроков до 18 лет, провёл на чемпионатах мира 10 матчей, набрав 2 (0+2) очка. В 2016—2018 годах играл за сборную Казахстана среди игроков до 20 лет, на его счету на чемпионатах мира 15 матчей и 3 (0+3) очка. В 2017—2018 годах играл за главную сборную Казахстана, провёл в первом дивизионе чемпионата мира 10 матчей, набрал 1 (0+1) очко. Всего на счету Полохова 20 матчей и 5 результативных передач в составе национальной команды.